# NGC 489
NGC 489 é uma galáxia espiral (S?) localizada na direcção da constelação de Pisces. Possui uma declinação de +09° 12' 23" e uma ascensão recta de 1 horas, 21 minutos e 53,8 segundos.
A galáxia NGC 489 foi descoberta em 22 de Dezembro de 1862 por Heinrich Louis d'Arrest.